# Рекале
Рекале (итал. Recale) — коммуна в Италии, располагается в регионе Кампания, в провинции Казерта.
Население составляет 7264 человека (на 2004 г.), плотность населения составляет 2380 чел./км². Занимает площадь 3 км². Почтовый индекс — 81020. Телефонный код — 0823.
Покровителем коммуны почитается святой мученик Анфим Римский (S.Antimo Martire), празднование 11 мая.